# فنسنت هانكوك
فنسنت هانكوك (بالإنجليزية: Vincent Hancock)‏ هو لاعب رماية أمريكي، ولد في 19 مارس 1989 في بورت شارلوت ‏ في الولايات المتحدة.

## وصلات خارجية
- فنسنت هانكوك على موقع الاتحاد الدولي (الإنجليزية)
- فنسنت هانكوك على موقع اللجنة الأولمبية الدولية (الإنجليزية)
- فنسنت هانكوك على موقع أوليمبيديا (الإنجليزية)
- فنسنت هانكوك على موقع اللجنة الأولمبية والبارالمبية الأمريكية (الإنجليزية)